# Chiltern Hundreds
Les Chiltern Hundreds est une ancienne zone administrative du Buckinghamshire, en Angleterre, composée de trois « centaines » et située en partie dans les Chiltern Hills. « Taking the Chiltern Hundreds » fait référence à la fiction juridique utilisée pour démissionner de la Chambre des communes. Étant donné que les députés ne sont pas autorisés à démissionner, ils sont plutôt nommés à un « poste lucratif de la Couronne », ce qui oblige les députés à quitter leurs sièges.
L'ancien poste de Crown Steward and Bailiff for the Chiltern Hundreds, ayant été réduit à une simple sinécure au 17e siècle, est utilisé pour la première fois par John Pitt en 1751 pour quitter son siège à la Chambre des communes. D'autres titres sont également utilisés plus tard dans le même but, mais seuls les Chiltern Hundreds et le Crown Steward and Bailiff of the Manor of Northstead sont encore utilisés.

## trois chiltern Hundreds

Les trois Chiltern Hundreds (noir) illustrés dans le Buckinghamshire

Un hundred est une division traditionnelle d'un comté anglais : l'Oxford English Dictionary dit que l'étymologie est « excessivement obscure ». Les trois Chiltern Hundred sont Stoke Hundred, Desborough Hundred et Burnham Hundred. Malgré leur nom collectif, seul Desborough Hundred est situé dans la zone définie par les Chiltern Hills dans le Buckinghamshire. La région est propriété de la Couronne dès le XIIIe siècle .

## Intendant et huissier

### Rôle d'origine
À travers les périodes saxonne et normande, la région est administrée par un ancien. Mais à la fin du Moyen Âge, le titulaire du poste est élu parmi une centaine de familles de propriétaires terriens notables. Comme la région est sauvage et réputée pour ses hors-la-loi, un intendant et un huissier sont nommés directement par la Couronne (ainsi, en tant que bailliage royal, c'est un office juridique responsable devant le monarque régnant) pour maintenir la loi et l'ordre. Cependant, à la fin du XVIe siècle, de telles positions sont dépréciées par des changements dans les représentations et les rôles locaux et de la Couronne, le gouvernement d'Elizabeth Ire établit des représentants royaux (juges de paix, shérifs et Lords Lieutenant) dans chaque comté d'Angleterre et Pays de Galles. Ils veillent à ce que les ordres et les lois royales soient respectés. Au 17e siècle le poste d'intendant et d'huissier est réduit à un simple titre sans pouvoirs ou devoirs attachés .

### Démission de la Chambre des communes
Au XVIIe siècle, les députés sont parfois élus contre leur gré. Le 2 mars 1624, une résolution est adoptée par la Chambre des communes, rendant illégal pour un député de démissionner ou d'abandonner volontairement son siège. Estimant que les officiers de la Couronne ne peuvent pas rester impartiaux, la Chambre adopte une résolution le 30 décembre 1680 stipulant qu'un député qui « accepte une charge ou un lieu de profit de la Couronne, sans l'autorisation de cette Chambre ... doit être expulsé [de] cette Chambre." Cependant, les députés sont en mesure d'occuper la fonction d'intendant de la Couronne jusqu'en 1740, date à laquelle Sir Watkin Williams-Wynn est réputé avoir quitté son siège à la Chambre des communes après être devenu l'intendant de la seigneurie et du manoir de Bromfield et Yale .
Le poste d'intendant de la Couronne et d'huissier des trois Chiltern Hundreds de Stoke, Desborough et Burnham demeure une charge nominale rémunérée sous la Couronne, même s'il a perdu sa signification d'origine. Il devient le premier poste à être utilisé pour la démission lorsque John Pitt est nommé intendant de la Couronne le 25 janvier 1751. Un certain nombre d'autres postes ont également été utilisés, mais seuls le Chiltern Hundreds et le Crown Steward and Bailiff of the Manor of Northstead sont encore en usage .